# Thoralv Klaveness
Thoralv Klaveness, född den 12 april 1866 i Sandeherred, död den 2 februari 1937 i Vinje, var en norsk författare. Han var son till Henrik Klaveness och brorson till Thorvald Klaveness.
Klaveness var 1890-1905 ägare och redaktör av vänstertidningen "Vestfold" och därpå till 1910 sekreterare i Nordmandsforbundet. Av hans arbeten (dikter, dramer med mera) kan nämnas romanen Blandt Rødhuder (1895) och Det norske Amerika: Blandt udvandrede Nordmænd, vore Landsmænds Liv og Vilkaar i den Nye Verden (1904).